# 酃湖渔场
酃湖渔场，是中华人民共和国湖南省衡陽市珠晖区下辖的一个类似乡级单位。

## 行政区划
下辖以下地区：
酃湖渔场村虚拟生活区。